# Beaufortia kweichowensis
Beaufortia kweichowensis é uma espécie de Bótia de Rio pertencente ao gênero Beaufortia, da família Balitoridae, sendo nativa da fauna da China. A espécie foi nomeada Beaufortia kweichowensis por Fang em 1931. Os nomes comuns usados para esta espécie no aquarismo são Bótia de Rio Chinesa, Pleco de Hong Kong,Bótia de Rio borboleta, Peixe-sugador chinês e Arraia anã.

## Habitat
Beaufortia kweichowensis pode ser encontrada em regiões montanhosas e em riachos na China.

## No aquário

### Manutenção no aquário
Um aquário que recria o habitat natural da Bótia de Rio Chinesa é ideal uma vez que estes peixes requerem altos níveis de oxigênio. Ela precisa de uma excelente correnteza, aeração adequada e numerosos esconderijos.Iluminação adequada é necessária para promover o crescimento de algas no aquário. Outras plantas vivas, entretanto, não são necessárias embora elas possam ajudar na manutenção da qualidade da água. Plantas adequadas para um tanque com um ambiente de alto fluxo são as Anubias e as Microsorium, que podem crescer nas rochas ou nos troncos.
Bótias de rio chinesas normalmente prosperam em um ambiente aquático com dureza média (12 dh máximo), com temperaturas de água de 68 F; a 75, F (20 a 23,8 °C) e com pH, que varia de 7,0 a 8.0. O tamanho do tanque deve ser (90 cm) o mínimo preferível. Elas podem viver em Grupos de 6 a 7.Bótia de Rio chinesas chegam a medir 3 polegadas (7.5 centímetros).

### Compatibilidade
Beaufortia kweichowensis são característicamente não-agressivas no aquário apesar de comer peixes pequenos (rodóstomo,néon,tanictis). Se perece com os integrantes do gênero Gastromyzon, é territorial e podem participar em escaramuças ou "cobertura", onde um peixe vai tentar cobrir outro peixe. Estes "confrontos" raramente danificam a Bótia de Rio Chinesa porque um peixe eventualmente deixará de exercer este comportamento.

### Alimentação
Bótias de rio chinesas possuem pequenas bocas necessitando, portanto, a oferta de alimento boa qualidade como flocos,pellets submergidos,wafer de algas, bloodworms descongelados, mysis Camarões, espinafre, e algas naturais.

### Reprodução
O mínimo dimorfismo sexual em Beaufortia kweichowensis é o fato dos machos possuírem uma coloração mais forte. Embora B. kweichowensis não é normal a reprodução em cativeiro,sendo comum desovarem no substrato,ou sobre rochas.O macho cava um buraco aonde a fêmea deposita os ovos.Para incentivar a desova pode-se usar bombas submersas simulando uma correnteza.